# Fairchild Dornier 328JET
Fairchild-Dornier 328JET  — регіональний авіалайнер, створений на базі турбогвинтового Dornier 328, розробленого німецьким виробником літаків Dornier Luftfahrt GmbH. Був останнім літаком, розробленим Dornier, який пішов у виробництво до розпаду компанії на початку 2000-х років.
Модель 328JET була розроблена компанією Dornier у відповідь на негативні відгуки деяких клієнтів про конкурентоспроможність турбогвинтових двигунів порівняно з більш привабливим турбовентиляторним двигуном. Це була відносно проста зміна двигуна існуючого 328, який спочатку позначався як 328-300 до того, як був змінений на 328JET. Протягом 1996 року, на початку програми, фінансово скрутна компанія Dornier була придбана американською аерокосмічною фірмою Fairchild Aircraft. Корпорація Fairchild Dornier, що виникла в результаті, продовжила розробку 328JET. 20 січня 1998 року перший прототип 328JET здійснив свій перший політ.
У той час як виробництво сімейства 328 здійснювалося в Оберпфаффенгофені, Німеччина, продажі були зосереджені в Сан-Антоніо, штат Техас, а підтримка продукції Dornier надавалася на обох підприємствах. На певному етапі активно розроблявся розтягнутий варіант, який зазвичай називають 428JET. Однак через інтенсивну конкуренцію на міжнародному ринку регіональних реактивних літаків Fairchild Dornier не зміг досягти достатнього обсягу продажів цього типу, щоб підтримувати виробництво після 2002 року. Підтримка існуючих літаків продовжується, і перспективне відновлення програми неодноразово обговорювалося, але жодної серйозної виробничої діяльності не відбулося. Sierra Nevada Corporation наразі надає запчастини та технічне обслуговування.